# Caprice Bohémien
Caprice Bohémien, opus nr. 12 is een symfonisch gedicht voor orkest van Sergej Rachmaninov.
Deze composite van Rachmaninov stamt uit het jaar 1894; hij had nog niet veel composities voor orkest geschreven die uitgegeven waren (een daarvan was  de Rots). In het werk komen veel momenten voor dat het orkest a tutti speelt; deze aanpak zou bij zijn volgende werk, de Symfonie nr. 1 in d-mineur door de meeste critici als bombastisch worden omschreven. Dit Caprice Bohémien werd echter nog veel beter ontvangen dan de Eerste symfonie, die pas na de dood van de componist meer waardering kreeg en aanvankelijk een totale mislukking bleek en na de première in 1896 veel kritiek oogstte, onder andere van componist César Cui.

## Analyse
Het werk is in feite een "fantasie op zigeunerthema’s", en moet de verschillende aspecten van het zigeunerleven uitbeelden. Na enkele paukenslagen wordt het werk voortgezet met de lage houtblazers, die langzame en dramatische akkoorden spelen, die daarna gespiegeld worden door de lage kopersectie. Na een korte interlude door de hoge sectie van de houtblazers komt het stuk tot uitbarsting met de strijkers met een thema dat daarna nog in een aantal variaties te horen is.
Het middenstuk, in de partituur voorzien van de notatie “naargeestig”, moet de melancholieke kant van de zigeuner weergeven.
In de laatste minuten van het capriccio, dat meer dan twintig minuten duurt, is het orkest met luide en krachtige thema’s te horen. Het concept van het plezier in het leven van de zigeuners wordt vooral weergegeven in het wonderlijke en levendige slotstuk. Na een kort en krachtige onderbreking in b-mineur wordt de compositie afgesloten met een schallend E-majeur akkoord.